# D’Lëtzebuerger Land
d’Lëtzebuerger Land ist eine unabhängige luxemburgische Wochenzeitung für Politik, Wirtschaft und Kultur, die seit dem 1. Januar 1954 erscheint.
Die Zeitung wird von der Éditions d’Lëtzeburger Land s.à r.l. herausgegeben, die zu 100 % der gemeinnützigen Stiftung Fondation d’Lëtzeburger Land gehört. Dem Verwaltungsrat gehören Cynthia Kinsch, Stephan Kinsch, Bob Kneip, Caroline Mart, Sam Reckinger, Judith Reicherzer sowie als Präsident Michel Wurth an. Geschäftsführender ist Romain Hilgert.
Der Gründer der Zeitung Carlo Hemmer (1913–1988) hatte in Wirtschaftswissenschaften promoviert. Er wollte mit dem Land ein Gegengewicht in der Presselandschaft Luxemburgs schaffen, wo jede Zeitung sich stark einer bestimmten politischen Richtung verpflichtet weiß, und vor allem jene Leser erreichen, welche nicht einer Partei, Kirche oder Gewerkschaft angehören. Die weitere Geschichte der Zeitung wurde insbesondere von Léo Kinsch geprägt. Er übernahm 1958 die Chefredaktion und behielt diesen Posten bis zu seinem Tod im Jahre 1983. Derzeitiger Chefredakteur ist Romain Hilgert.
1999 wurde der Titel der Zeitung (bis dahin d’Lëtzeburger Land) der neuen luxemburgischen Rechtschreibung angepasst. Wie in der Luxemburger Presse üblich, erscheint d’Lëtzebuerger Land mehrsprachig. Die Zeitung wird in der Imprimerie Centrale in Luxemburg-Stadt gedruckt. 